# Džamolidin Abdužaparov
Džamolidin Mirgarifanovič Abdužaparov, traslitterato anche Djamolidine Abdoujaparov (in russo Джамолидин Миргарифанович Абдужапаров?; in uzbeko: Jamoliddin Mirgarifanovich Abdujaparov), (Taškent, 28 febbraio 1964), è un ex ciclista su strada uzbeko fino al 1991 sovietico.
Velocista soprannominato "Tashkent Terror" o anche semplicemente Abdou, vinse una Gand-Wevelgem, una tappa al Giro d'Italia, nove al Tour de France e sette alla Vuelta a España. È uno dei pochissimi corridori ad aver vinto la classifica a punti in tutti e tre i grandi giri, l'unico a ottenere tale risultato nello stesso anno (1994) a Giro d'Italia e Tour de France.

## Carriera
Abdužaparov si mise in luce nelle categorie giovanili dove fece valere le sue doti di velocista e si aggiudicò anche gare importanti, a cui prese parte con la nazionale sovietica. Unico musulmano nel gruppo, passò professionista nel 1990 con l'italiana Alfa Lum e nel corso degli anni si fece notare soprattutto nei tre Grandi Giri: a fine carriera conterà ben 17 successi totali (è stato il primo corridore asiatico a vincere una tappa al Tour de France) oltre ad aver vinto tre volte la classifica a punti al Tour ed una volta sia al Giro d'Italia che alla Vuelta a España.
Tra i suoi avversari più tenaci ci fu un giovane Mario Cipollini, con cui diede vita a numerosi duelli sulle strade di Giro e Tour. Anche alla Gand-Wevelgem i due ebbero modo di scontrarsi: nell'edizione 1991 Abdužaparov si impose battendo l'italiano; l'anno dopo bissò il successo, ma venne declassato, a favore di Cipollini per volata irregolare: Abdužaparov accusò il rivale di aver comprato la giuria.
Lo stile non proprio perfetto gli provocò alcune antipatie in gruppo, poiché in volata si rendeva spesso protagonista di scorrettezze; in qualche caso fu al centro di episodi grotteschi, come la caduta all'ultima tappa del Tour de France 1991 sugli Champs-Élysées a Parigi, dove non si accorse di essere troppo vicino ad una transenna e, urtando un bidone pubblicitario della Coca-Cola, finì sull'asfalto dopo un capitombolo. Si ruppe la clavicola e, pur avendo vinto la maglia verde, non poté salire sul podio finale; venne anzi ricoverato in ospedale.
Prese parte anche ai Giochi olimpici del 1996 ad Atlanta, dove per la prima volta parteciparono atleti dell'Uzbekistan. Interruppe la sua carriera nel 1997 in seguito ad una squalifica per doping, quando risultò positivo a sei controlli antidoping (Tre Giorni di La Panne, Grand Prix de la Ville de Rennes, La Côte Picarde, Quatre Jours de Dunkerque, Critérium du Dauphiné Libéré ed al termine della seconda tappa del Tour de France) e squalificato per due anni.

## Palmarès
- 1984 (Nazionale sovietica, tre vittorie)

4ª tappa Girobio
9ª tappa Vuelta a Cuba
12ª tappa Vuelta a Cuba
- 1985 (Nazionale sovietica, otto vittorie)

4ª tappa Vuelta a Cuba
9ª tappa Vuelta a Cuba
4ª tappa Circuit de la Sarthe
5ª tappa Circuit de la Sarthe
4ª tappa Girobio
6ª tappa Girobio
9ª tappa Girobio
7ª tappa Tour de l'Avenir
- 1986 (Nazionale sovietica, sette vittorie)

Prologo Niedersachsen-Rundfahrt
1ª tappa Niedersachsen-Rundfahrt
3ª tappa Niedersachsen-Rundfahrt
9ª tappa Niedersachsen-Rundfahrt
4ª tappa Milk Race
5ª tappa Milk Race
9ª tappa Milk Race
- 1987 (Nazionale sovietica, dieci vittorie)

7ª tappa Závod Míru
11ª tappa Závod Míru
14ª tappa Závod Míru
3ª tappa Settimana Ciclistica Bergamasca
Prologo Giro delle Regioni
7ª tappa Giro delle Regioni
Campionati sovietici, Prova in linea dilettanti
Prologo Rheinland-Pfalz-Rundfahrt
2ª tappa Tour of Sochi
8ª tappa Tour of Sochi
- 1988 (Nazionale sovietica, otto vittorie)

1ª tappa Giro delle Regioni
6ª tappa Giro delle Regioni
7ª tappa Vuelta a Cuba
12ª tappa Vuelta a Cuba
6ª tappa Tour de Pologne
7ª tappa Tour de Pologne
1ª tappa Závod Míru
12ª tappa Závod Míru
- 1989 (Nazionale sovietica, otto vittorie)

Trofeo Papà Cervi
1ª tappa Settimana Ciclistica Bergamasca
3ª tappa Settimana Ciclistica Bergamasca
7ª tappa Settimana Ciclistica Bergamasca
Trofeo Adolfo Leoni
3ª tappa Vuelta a Cuba
14ª tappa Vuelta a Cuba
1ª tappa Závod Míru
- 1991 (Carrera Jeans, otto vittorie)

1ª tappa Settimana Siciliana
3ª tappa Vuelta a Murcia
4ª tappa Vuelta a Murcia
Gand-Wevelgem
1ª tappa Tour de France (Lione > Lione)
4ª tappa Tour de France (Digione > Reims)
8ª tappa Volta a Catalunya
Giro del Piemonte
- 1992 (Carrera Jeans, sette vittorie)

5ª tappa Volta a la Comunitat Valenciana
7ª tappa Volta a la Comunitat Valenciana
2ª tappa Vuelta a España (San Fernando > Jerez de la Frontera)
4ª tappa Vuelta a España (Linares > Albacete)
11ª tappa Vuelta a España (Sabiñánigo > Pamplona)
21ª tappa Vuelta a España (Palazuelos de Eresma > Madrid)
3ª tappa Tour of Britain
- 1993 (Lampre-Polti-Colnago, sette vittorie)

8ª tappa Vuelta a España (Albacete > Valencia)
12ª tappa Vuelta a España (Benasque > Saragozza)
19ª tappa Vuelta a España (Salas > Ferrol)
10ª tappa Tour de Suisse (Bad Ragaz > Zurigo)
3ª tappa Tour de France (Vannes > Dinard)
18ª tappa Tour de France (Orthez > Bordeaux)
20ª tappa Tour de France (Viry-Châtillon > Parigi)
- 1994 (Polti-Vaporetto, dodici vittorie)

La Poly Normande
3ª tappa Paris-Nice (Nevers > Clermont Ferrand)
8ª tappa Paris-Nice (Mandelieu-la-Napoule > Nizza)
1ª tappa Driedaagse De Panne - Koksijde (Harelbeke > Herzele)
3ª tappa, 1ª semitappa Driedaagse De Panne - Koksijde (La Panne > Coxyde)
10ª tappa Tour DuPont (Concord > High Point)
11ª tappa Giro d'Italia (Marostica > Marostica)
2ª tappa Tour de France (Lilla > Armentières)
21ª tappa Tour de France (Morzine > Saint-Point-Lac)
Memorial Rik Van Steenbergen
2ª tappa Ronde van Nederland (Nieuwegein > Ede)
5ª tappa Ronde van Nederland (Doetinchem > Venlo)
- 1995 (Novell-Decca-Colnago, due vittorie)

3ª tappa Tour DuPont
21ª tappa Tour de France (Sainte-Geneviève-des-Bois > Parigi)
- 1996 (Refin-Mobivetta, quattro vittorie)

1ª tappa Vuelta a Murcia
2ª tappa Tirreno-Adriatico
2ª tappa Giro di Sardegna
14ª tappa Tour de France (Besse-en-Chandesse > Tulle)
- 1997 (Lotto-Mobistar-Isoglass, quattro vittorie)

La Côte Picarde
7ª tappa Quatre Jours de Dunkerque
2ª tappa Critérium du Dauphiné Libéré
4ª tappa Critérium du Dauphiné Libéré

### Altri successi
- 1986 (Nazionale sovietica)

5ª tappa, 2ª semitappa Niedersachsen-Rundfahrt (Cronosquadre)
Classifica a punti Niedersachsen-Rundfahrt
- 1988 (Nazionale sovietica)

4ª tappa Vuelta a Cuba (Cronosquadre)
Classifica a punti Závod Míru
- 1991 (Carrera Jeans)

 Classifica a punti Tour de France
Grand Prix de Montreal
- 1992 (Carrera Jeans)

 Classifica a punti Vuelta a España
- 1993 (Lampre-Polti-Colnago)

 Classifica a punti Tour de France
Hendaya Grand Prix
Grand Prix Cycliste de Aulnat
Critérium de Amiens
Critérium de Lisieux
- 1994 (Polti-Vaporetto)

 Classifica intergiro Giro d'Italia
 Classifica a punti Giro d'Italia
 Classifica a punti Tour de France
Premio Fair Play Tour de France
Draai Van de Kaai - Roosendaal
Grand Prix Cycliste de Vayrac
Profomnium Elsloo
Internationaal Criterium Bavikhove
- 1995 (Novell-Decca-Colnago)

Critérium cycliste international de Quillan
- 1996 (Refin-Mobivetta)

Grand Prix Cycliste de Dijon
Bordeaux-Cauderan

## Piazzamenti

### Grandi giri
- Giro d'Italia

1990: 132º
1991: 116º
1992: ritirato
1994: 44º
- Tour de France

1990: 145º
1991: 85º
1992: ritirato
1993: 76º
1994: 57º
1995: 56º
1996: 78º
1997: ritirato
- Vuelta a España

1990: ritirato
1992: 105º
1993: 63º

### Classiche monumento
- Milano-Sanremo

1991: 4º
1992: 82º
1993: 37º
1994: 48º
1995: 80º
1996: 33º
1997: 139º
- Giro delle Fiandre

1992: 91º
1993: 19º
1994: 13º
1995: 26º
1996: 45º
- Parigi-Roubaix

1990: 75º
1991: 47º
1992: 54º

### Competizioni mondiali
- Campionati del mondo

Utsunomiya 1990 - In linea: ritirato
Agrigento 1994 - In linea: ritirato
- Giochi olimpici

Seoul 1988 - In linea: 5º
Atlanta 1996 - In linea: 100º

## Riconoscimenti
- Inserito nella Top ten sprinters of all time della rivista Cyclingnews nel 2011[6]